# Incurvaria oehlmanniella
Incurvaria oehlmanniella là một loài bướm đêm thuộc họ Incurvariidae. Nó được tìm thấy ở châu Âu.
Sải cánh dài 12–16 mm. Con trưởng thành bay từ tháng 4 đến tháng 7 tùy theo địa điểm.
Ấu trùng ăn Bilberry, Cloudberry, Swida và Prunus.

## Hình ảnh

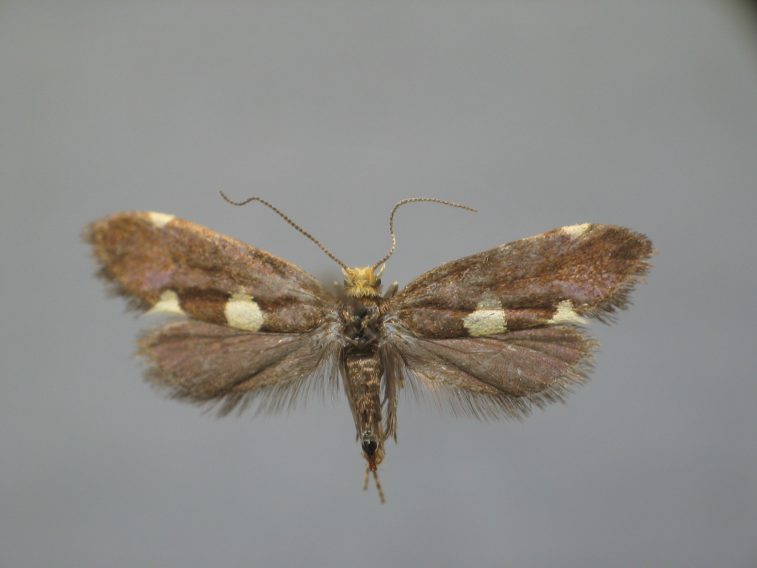
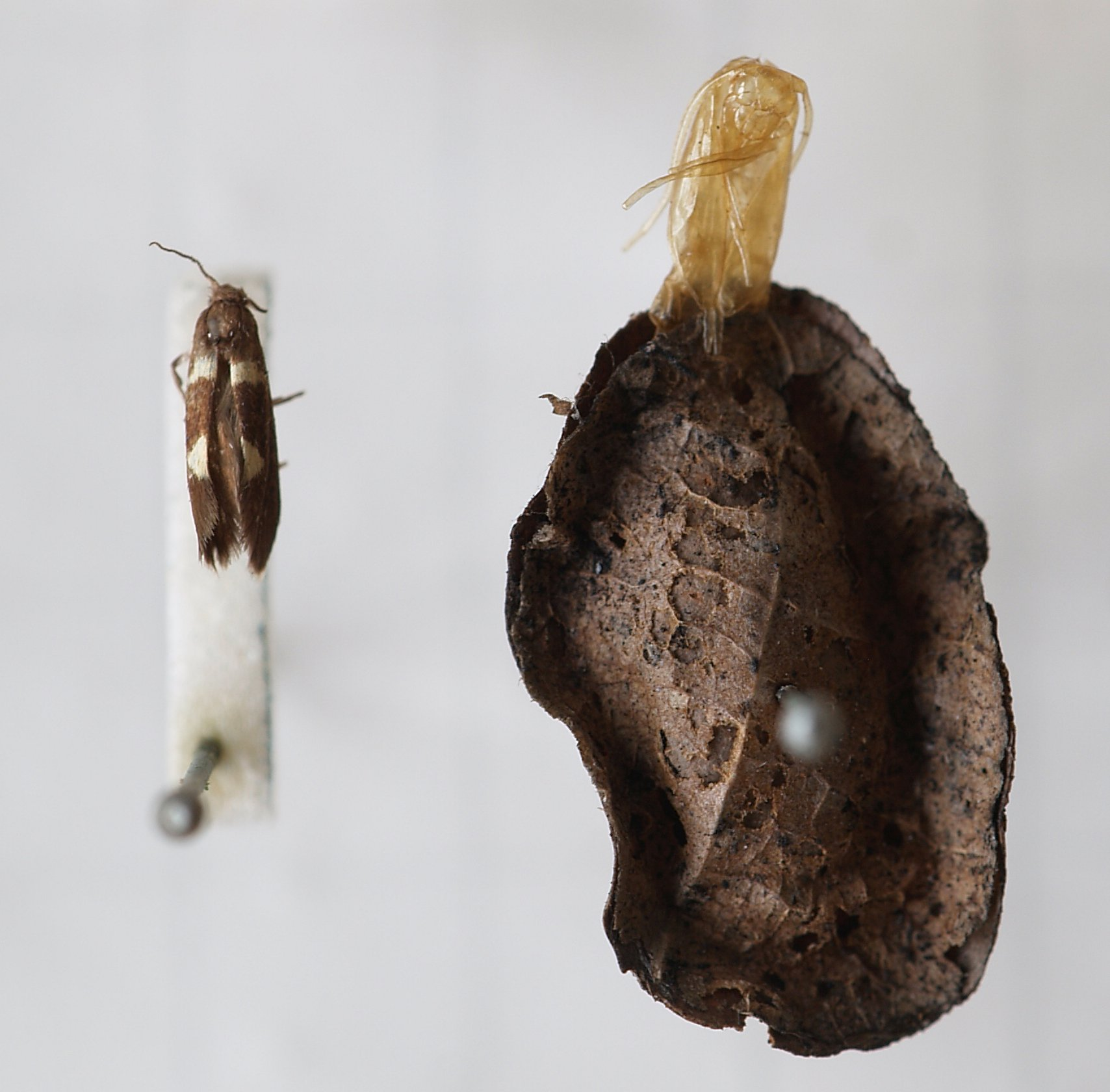